# Stellasteropsis
Genre
Synonymes
- Fayoumaster Roman & Strougo, 1987[2]

Stellasteropsis est un genre d'étoiles de mer de la famille des Goniasteridae.

## Caractéristiques
Le descripteur originel définit ainsi le genre : « Anthenoidinae avec revêtement serré de petits granules. Plaques dorsales polygonales, jamais stellées. Plaques margino-dorsales d'un même bras restant séparées par des radiales jusqu'à l'apex. Des pédicellaires valvulaires à fleur du revêtement de granules, sur la face dorsale seulement. Les marginales ventrales ne portent aucune trace de tubercule ou de piquant. Les piquants adambulacraires marginaux (6 ou 7 par plaque) sont tous de même hauteur, contigus, forment une palissade ininterrompue sur toute la longueur du sillon. Un pédicellaire droit en pince sur quelques plaque des angles buccaux et quelques adambulacraires ». 

## Liste d'espèces
Selon World Register of Marine Species (29 octobre 2020) :
- Stellasteropsis colubrinus Macan, 1938 -- Afrique de l'Est et Madagascar
- Stellasteropsis fouadi Dollfus, 1936 -- Mer Rouge et Afrique de l'Est (espèce-type)
- Stellasteropsis tuberculiferus Macan, 1938